# Индијанола (Вашингтон)
Индијанола (енгл. Indianola) насељено је место без административног статуса у америчкој савезној држави Вашингтон.

## Демографија
По попису из 2010. године број становника је 3.500, што је 474 (15,7%) становника више него 2000. године.
| Група             | 2000.         | 2010.         |
| Белци             | 2.603 (86,0%) | 2.965 (84,7%) |
| Афроамериканци    | 16 (0,5%)     | 26 (0,7%)     |
| Азијати           | 42 (1,4%)     | 44 (1,3%)     |
| Хиспаноамериканци | 83 (2,7%)     | 140 (4,0%)    |
| Укупно            | 3.026         | 3.500         |